# 9211 Neese
A 9211 Neese (ideiglenes jelöléssel 1995 SB27) a Naprendszer kisbolygóövében található aszteroida. A Spacewatch program keretében fedezték fel 1995. szeptember 19-én.